# Juan Carlos Pérez (lanzador)
Juan Carlos Pérez Rondón (17 de mayo de 1969) es un ex beisbolista cubano que jugó como lanzador para Las Tunas y la Selección de béisbol de Cuba. Participó en el torneo de béisbol de los Juegos Olímpicos de Barcelona 1992, donde el equipo cubano ganó la medalla de oro.

## Carrera
Pérez nació el 17 de mayo de 1969 en Puerto Padre, Provincia de Las Tunas. Practicó balonmano antes de jugar béisbol. Debutó en la Serie Nacional de Béisbol en 1987 con el equipo de Las Tunas y pronto se convirtió en uno de los mejores lanzadores  del béisbol cubano.
En 1992, Pérez fue seleccionado para representar a Cuba en los Juegos Olímpicos de Barcelona 1992 en Barcelona, en donde participó en tres juegos. Abrió el segundo juego del equipo cubano contra Italia, consiguiendo la victoria 18–1. Jugó como relevista en las victorias contra Puerto Rico y China Taipéi sin permitir carreras. La selección cubana terminó el torneo invicta y ganó la medalla de oro.
Regresando de los Juegos Olímpicos, Pérez sufrió una lesión en el hombro mientras jugaba voleibol. Fue intervenido pero nunca pudo recuperar su nivel de juego. Regresó a jugar en 1994 y se retiró al terminar la temporada 1996–97.